# Ziltendorf
Ziltendorf est une commune allemande de l’arrondissement d'Oder-Spree, dans le land de Brandebourg.